# The Dead 60s
I The Dead 60s sono stati un gruppo musicale ska punk britannico originario di Liverpool e attivo dal 2003 al 2008.

## Discografia
Album
- 2005 - The Dead 60s
- 2007 - Time to Take Sides